# Eckert–Mauchly Computer Corporation
La Eckert–Mauchly Computer Corporation (EMCC) (marzo de 1946-1950) fue fundada por J. Presper Eckert y John Mauchly, y fue constituida el 22 de diciembre de 1947. Tras fabricar la computadora ENIAC (Electronic Numerical Integrator And Computer) en la Universidad de Pensilvania, Eckert y Mauchly formaron la EMCC para crear nuevos diseños de computadoras destinadas a usos comerciales y militares. En un principio la compañía se llamó Electronic Control Company, pero cambió su nombre por el de Eckert–Mauchly Computer Corporation cuando se constituyó.

## Fundación
Durante la primavera de 1946, Eckert y Mauchly habían conseguido a la Universidad de Pensilvania un contrato con la Armada de los Estados Unidos y ya estaban diseñando la EDVAC (Electronic Discrete Variable Automatic Computer), sucesor de la ENIAC, en la Moore School of Electrical Engineering de dicha universidad. Sin embargo, nuevas políticas universitarias forzaron a Eckert y Mauchly a ceder los derechos de propiedad intelectual sobre sus invenciones y resignarse, causando un largo retraso en los esfuerzos que llevaban a cabo para el diseño de la EDVAC. Después de considerar las opciones para unirse a IBM y al equipo de John von Neumann del Insitute for Advanced Study en Princeton (Nueva Jersey), decidieron crear su propia compañía en Filadelfia (Pensilvania).

## UNIVAC
Mauchly convenció a la Oficina del Censo de los Estados Unidos (United States Census Bureau) para que encargasen una computadora “EDVAC II”, modelo al que pronto cambiarían el nombre por UNIVAC (Universal Automatic Computer), consiguiendo en 1948 un contrato por el que debían tener la máquina lista para elaborar el censo de 1950. Eckert contrató al personal, incluyendo unos cuantos ingenieros de la Moore School, y la empresa lanzó un ambicioso programa para diseñar y fabricar computadoras a gran escala. Uno de los grandes logros fue el uso de la cinta magnética para almacenamiento a gran velocidad. Durante el desarrollo, Mauchly continuaba captando nuevos clientes y creó un departamento de software. Desarrollaron aplicaciones, comenzando por el primer compilador de Lenguaje "Shortcode" del mundo.

## BINAC y las dificultades económicas
El flujo de caja era escaso y la UNIVAC no iba a estar lista a corto plazo, por lo que la EMCC decidió empezar otro proyecto que pudiesen finalizar rápidamente. Éste fue la BINAC (Binary Automatic Computer), una computadora pequeña (si se compara con la ENIAC) para la compañía Northrop. Los presupuestos iniciales para los costes de desarrollo resultaron estar muy lejos de la realidad. Durante el verano de 1948 la EMCC se había quedado sin dinero, pero fue salvada temporalmente por Harry L. Straus, vicepresidente de la American Totalisator Company, una empresa Baltimore que fabricaba totalizadores electromecánicos. Straus estimaba que el trabajo de la EMCC, además de ser prometedor en términos generales, podía tener alguna aplicación en el negocio de las pistas de carreras e invirtió 500.000 dólares en la empresa. Straus fue nombrado presidente de la junta directiva de la EMCC y la American Totalisator recibió un 40% de sus existencias. Por desgracia, Straus falleció en un accidente de avión en octubre de 1949 y los directores de la American Totalisator retiraron su apoyo. El BINAC fue entregado finalmente en 1949, pero Northrop se quejó de que nunca  les funcionó correctamente. (Había funcionado correctamente en las pruebas realizadas en la EMCC, pero Northrop, alegando cuestiones de seguridad, se negó a permitir que ningún empleado de la EMCC participase en el montaje del BINAC después de su transporte en barco. En su lugar, Northrop contrató a ingenieros eléctricos recién graduados para el montaje. La EMCC reivindicó que el hecho de que incluso funcionase después de todo era la prueba de la calidad del diseño.) En la EMCC se creía de forma generalizada que Northrop había dejado que el BINAC, desmontado, permaneciese en el aparcamiento durante mucho tiempo antes de que se hiciese ningún esfuerzo para montarlo.

## Acusaciones de colaboración comunista
La EMCC también recibió contratos para fabricar una UNIVAC para la Armada, la Marina y las Fuerzas Aéreas respectivamente. Dichos contratos fueron cancelados finalmente cuando la compañía fue acusada de haber contratado a ingenieros con “tendencias comunistas” durante la época de McCarthy. La empresa perdió su transparencia para el trabajo gubernamental y a Mauchly, presidente de la empresa y jefe de ventas, se le prohibió participar en la empresa. Mauchly recurrió las acusaciones, pero pasaron dos años hasta que una vista le permitió volver a trabajar en su empresa. Por entonces, la UNIVAC iba con mucho retraso. La programación de la UNIVAC I, que se iba a usar para predecir el resultado de las elecciones presidenciales de 1952, tuvo que ser hecha por Mauchly y el estadístico de la Universidad de Pensilvania Max Woodbury, en la casa de Mauchly en Ambler(Pensilvania).

## Venta a Remington Rand
Al igual que había ocurrido con la BINAC, el proyecto con las fechas de entrega y los costes de la EMCC resultó ser demasiado optimista, encontrándose la empresa con problemas económicos de nuevo. A principios de 1950 la empresa estaba en venta. Entre sus compradores potenciales se encontraban la National Cash Register (NCR) y Remington Rand. Este último hizo la primera oferta y compró la EMCC el 15 de febrero de 1950, con lo que se convirtió en un departamento UNIVAC de Remington Rand. La primera UNIVAC no se entregó hasta marzo de 1951, alrededor de un año después de que Remington Rand adquiriera la EMCC, y demasiado tarde para servir de ayuda a la elaboración del censo de 1950. No obstante, una vez autorizadas las instalaciones de la compañía, llegaban un camión tras otro cargados de tarjetas perforadas para ser grabadas en una cinta (mediante lo que llamaron medio en broma el conversor de tarjetas en pasta) y ser procesadas por la UNIVAC. El Census Bureau utilizó el prototipo de la UNIVAC durante meses en las instalaciones de la EMCC. Mauchly renunció a Remington Rand en 1952.  contrato de 10 años con ellos se mantuvo hasta 1960 y le prohibía trabajar en otros proyectos informáticos durante ese período. Remington Rand se fusionó con Sperry Corporation en 1955, y en 1975 el departamento se denominó Sperry UNIVAC. La actual empresa descendiente de ella es UNISYS.
Se conoce una historia sobre la aceptación por parte del Census Bureau que no debe perderse en el olvido. En aquella mañana, unos miembros del Census Bureau se presentaron para una demostración del test de funcionamiento. Un almuerzo siguió a dicha demostración, en el que se presentaron las máquinas de afeitar de Remington. Mientras todo ello discurría, el equipo de la EMCC llevó a cabo el test de funcionamiento y grabó los resultados en una cinta magnética, dejando la cinta cerca de la computadora. Tras el almuerzo, todos se reunieron para ser testigos de los resultados del test. La cinta se instaló en una unidad de cinta magnética y el operario se sentó en la consola supervisora de control. Cuando todo estaba listo, el operario pulsó el botón erróneo, borrando así la cinta con el test de programa. ¿Un desastre? ¡No! Entonces se levantó, instaló la cinta de programa que ejecutaría lo que llamaban “New Old Faithful” program tape1 (el nuevo viejo fiel) y ejecutó dicho programa que llevó a cabo todas las funciones que la UNIVAC podía realizar. Aquello duró el tiempo esperado, tras el cual el operador finalizó el programa, se puso en pie, sacó la cinta de la unidad, se dirigió a la parte trasera de las unidades de cinta (una hilera de máquinas del tamaño aproximado de una columna de cajoneras), y cambió la cinta que había sacado por la cinta de la mañana con los resultados del test. Esa cinta se instaló en la impresora y los resultados esperados se imprimieron, quedando satisfecho el equipo de asistente. Por razones obvias, se ha omitido el nombre del operador. 